# That’s So Raven
A That’s So Raven egy népszerű amerikai, Disney Channelen futott televíziós vígjátéksorozat (sitcom) volt. A műsort Michael Poryes és Susan Sherman készítették. (Poryes készítette a szintén Disney Channel-es Hannah Montana című sorozatot is.) Az epizódok során a tinédzser főszereplőnő, Raven Baxter és a családja életét lehet nyomon követni. Raven azonban nem átlagos tinédzser lány, hiszen természetfeletti erőkkel rendelkezik. Ezekkel az erőkkel általában különféle kalandokba keveredik. Iskolájában és környezetében egyaránt akadnak barátai és ellenségei is. A sorozat mára kultikus státuszba emelkedett, és a Disney Channel legjobb produkciói közt tartják számon.
A sorozatot kétszer jelölték Emmy-díjra: 2005-ben és 2007-ben.

## Szereplők

### Főszereplők
- Raven Baxter (Raven-Symoné játssza) - a sorozat főszereplőnője. Első ránézésre egy átlagos középiskolás tinédzser lánynak tűnhet, de ez csak a látszat. Ő ugyanis különleges, természetfeletti erőkkel rendelkezik, amelyekkel mindig kalamajkába sodorja magát. Allergiás a gombákra, és a kedvenc itala a narancslé. Visszatérő elem az epizódok során, hogy csak egy kis részét látja a jövőbeli eseményeknek, és mindig meg akarja változtatni őket, és ezek a változások megtörténnek a jövőben, ezzel (általában) rosszabbá téve azt.
- Eddie Thomas (Orlando Brown játssza) - Raven legjobb barátja. Legnagyobb vágya, hogy rapper legyen. Gyakran "nagy testvérként" szolgál Raven bátyja, Cory Baxter felé. Szinte az összes epizódban megjelenik, egy kivétellel.
- Cory Baxter (Kyle Massey játssza) - Raven fiatalabb testvére. Sokszor összekapnak, és néha akár a sorozat főgonoszaként is felfogható. Az epizódok során azonban végül mindig kiderül, hogy törődnek egymással, és szeretik egymást. Ő a főszereplője a saját sorozatának, a "Cory in the House"-nak.
- Chelsea Daniels (Anneliese van der Pol játssza) - Raven legjobb barátnője. Általában nagyon ügyetlennek és üresfejűnek van ábrázolva, ám néhány epizódban olyan okos is tud lenni, mint Raven.
- Tanya Baxter (T'Keyah Crystal Keymáh játssza) - Raven és Cory anyja, Victor Baxter felesége. Eléggé szigorú anya, és néha idegesíti Cory és Raven "őrültségei", de amúgy nagyon szereti a gyerekeit.
- Victor Baxter (Rondell Sheridan játssza) - Raven és Cory apja, Tanya Baxter felesége. Eleinte szakácsi karrierje van egy étteremben, de a sorozat későbbi évadaiban már saját éttermet nyit. Ő és Cory a főszereplői a Cory in the House műsornak.

## Újraalakulás (reunion)
A That’s So Raven befejezése óta többször felreppentek a pletykák, hogy a sorozat sztárjai egy találkozóra össze fognak gyűlni, ám az esetek nagy részében kiderült, hogy ez csak egy álhír. Végül 2015-ben beteljesedtek a pletykák, amikor Raven-Symoné és a további főszereplőket alakító színészek összegyűltek az amerikai "The View" című talk-showban.

## Közvetítés
A műsor négy évadot élt meg 100 epizóddal. Magyarországra soha nem jutott el, 2003. január 17.-től 2007. november 10.-ig futott. Amerikában a Disney Channel vetítette.

## Kapcsolódó sorozatok
A népszerűség alapján egy spin-off sorozat is készült, Cory in the House címmel, mely az alap-sorozatban található ugyanilyen nevű szereplőről (aki Raven testvére) és családjáról szól, miután Cory apja, Victor, új állást kap az amerikai elnök feletteseként, ezáltal a Fehér Házba költöznek. 2017-ben új spin-off is készült, Raven's Home címmel, amelyben Raven-nek már két gyereke van, akik szintén különleges erőkkel rendelkeznek. 2015-ben rövid életű indiai remake is készült az eredeti sorozatból, "Palak Pe Jhalak" címmel.

## A sorozathoz kapcsolódó tárgyak
Az USA-ban két soundtrack album, 10 könyv és három videójáték is készült a produkció cselekménye alapján, illetve több játékfigura, regény, DVD, ágynemű illetve ruházati termékek is "születtek" a sorozatból, ezzel gyakorlatilag franchise vált belőle.